# Thomas Wharton (anatomiste)
Pour les articles homonymes, voir Thomas Wharton.
Thomas Wharton, né le 31 août 1614 à Winston dans le comté de Durham et mort le 15 novembre 1673 à Aldersgate en Londres, est un médecin et anatomiste anglais connu notamment pour sa description du canal de la glande sous-maxillaire (canal de Wharton) et la gelée de Wharton du cordon ombilical.